# Било (планина)
Вижте пояснителната страница за други значения на Било.
Било планина е планина в Западна Стара планина, Софийска област, на север от Етрополска планина. По северното и източното ѝ подножие преминава условната граница между Западна Стара планина на юг и Западния Предбалкан на север.

## Географско положение, граници, големина
Планината Било се издига в най-източната част на Западна Стара планина. На север се спуска стръмно към Ботевградската котловина, а източно от град Правец, чрез седловина висока 658 м се свързва с планинския рид Лакавица на Предбалкана. На юг чрез седловина висока 1140 м, на около 1 км южно от хижа „Рудината“ се свързва с Етрополска планина на Стара планина. На запад долината на река Бебреш я отделя от планината Мургаш (също част от Стара планина), а на изток – долината на река Малки Искър – от планинския рид Лисец, който е част от Предбалкана.
Дължината ѝ от запад на изток е 22 км, а ширината – 5 км.

### Върхове
Най-високата точка е връх Маняков камък (1439,2 м), разположен на около 2 км североизточно от хижа „Рудината“.
| Име           | Кота (m) |
| ------------- | -------- |
| Маняков камък | 1439,2   |

## Геоложки строеж
Изградена е от палеозойски кристалинни скали и триаски и юрски варовици и пясъчници.

## Климат и води
Северните и североизточните ѝ склонове са силно разчленени от притоците на Бебреш и Малки Искър.

## Почви
Почвите са кафяви горски и сиви горски.

## Флора
Склоновете ѝ са обрасли предимно с букови гори, а билото е заето от пасища.

## Населени места
В северното подножие на планината са разположени градовете Ботевград и Правец, а по югоизточното – град Етрополе и селата Горунака и Бойковец.

## Туризъм
- В най-западната ѝ част, над Ботевград се намира вилното селище и летовище „Зелин“.

### Хижи
В Било се намират следните хижи:
В южната ѝ част на 1295 м н.в. е разположена хижа „Рудината“, която е изходен пункт към билото на Стара планина
| Име        | Надморска Височина (m) | Действаща | Места | Ток | Вода |
| ---------- | ---------------------- | --------- | ----- | --- | ---- |
| „Рудината“ | 1295                   | Да        | 60    | Да  | Да   |

## Пътища
През западната и северозападната част на Било планина, на протежение от 19 км преминава участък от автомагистрала „Хемус“, като по трасето ѝ са прокопани тунелите „Топли дол“ и „Ечемишка“.

## Топографска карта
- Лист от карта K-34-48. Мащаб: 1 : 100 000.